# 車折神社
車折神社（くるまざきじんじゃ）は、京都市右京区嵯峨朝日町にある神社。旧社格は村社。現在は神社本庁に属さない単立神社である。氏子を持たず、全国の崇敬者によって成り立っている。「車柝神社」とも表記される。

## 祭神
祭神は清原頼業（きよはらのよりなり）である。頼業は、学問で有名な広澄流清原氏の出であり、自身も平安時代後期の著名な漢学者・儒学者であった。大外記の職を長年務め、晩年には九条兼実より政治の諮問を受け、兼実から「その才、神といふべく尊ぶべし」と評された。

## 歴史
文治5年（1189年）に清原頼業が亡くなると、清原家の領地であった現在地に頼業の廟が設けられ、後に頼業の院号にちなんで宝寿院という寺院が建立された。その後、宝寿院は清原家の菩提寺となり、その境内に頼業を祀る社が建てられた、それが当社の起源である。なお、頼業は良く桜を愛でていたことから当地には多くの桜が植えられ、別名「桜の宮」と呼ばれていた。
社名の「車折」については、ある人が牛車に乗ったまま社前を通った所、突然車が裂けてしまったためとも、後嵯峨天皇の大堰川遊幸の際、社前で突然車が前に進まなくなったので不思議に思って社の者に問うた所、頼業公を祀ると答えがあったので、還御の後に「車折大明神」の神号と正一位の神階を贈ったためともいう。
室町時代に天龍寺が建立されると宝寿院はその末寺となった。
頼業を祀る社が車折神社と呼ばれて一般に信仰が広まるのは江戸時代以降のようである。
当社は明治時代になると神仏分離によって宝寿寺から独立したが、荒廃してしまった。そこに、文人画家で儒学者でもある富岡鉄斎が宮司として入り、復興させた。
近代社格制度で村社に列せられている。

## 境内
- 本殿 - 宝暦2年（1752年）再建。2014年（平成26年）10月に改修。
- 拝殿 - 1988年（昭和63年）再建。天井画は文化勲章を受章した画家・山口華楊の実兄である山口玲熙（やまぐちれいき）によるもの。
- 社務所
- 参集殿
- 富岡鉄斎の筆塚 - 当社の元宮司で近代日本画の巨匠・富岡鉄斎が生前に用いた筆2,000本以上が納められている。
- 神門
- 社号柱 - 社号は富岡鉄斎の筆。

## 境内社
- 芸能神社（げいのうじんじゃ） - 祭神：天宇受売命。1957年（昭和32年）創建。芸能・芸術の分野で活動する人々より崇敬を受けている。芸能人やその関係者によって奉納された約4,000枚もの朱塗りの玉垣が社殿を囲む。
- 八百万神社 - 祭神：八百万の神々
- 稲荷神社 - 祭神：宇迦之御魂神。辰巳稲荷神社とも呼ばれる。
- 水神社 - 祭神：龍神
- 清めの社
- 清少納言社 - 祭神：清少納言
- 弁天神社（滄海神社） - 祭神：弁財天（市杵島姫命）
- 大国主神社 - 祭神：大国主大神（大黒天）

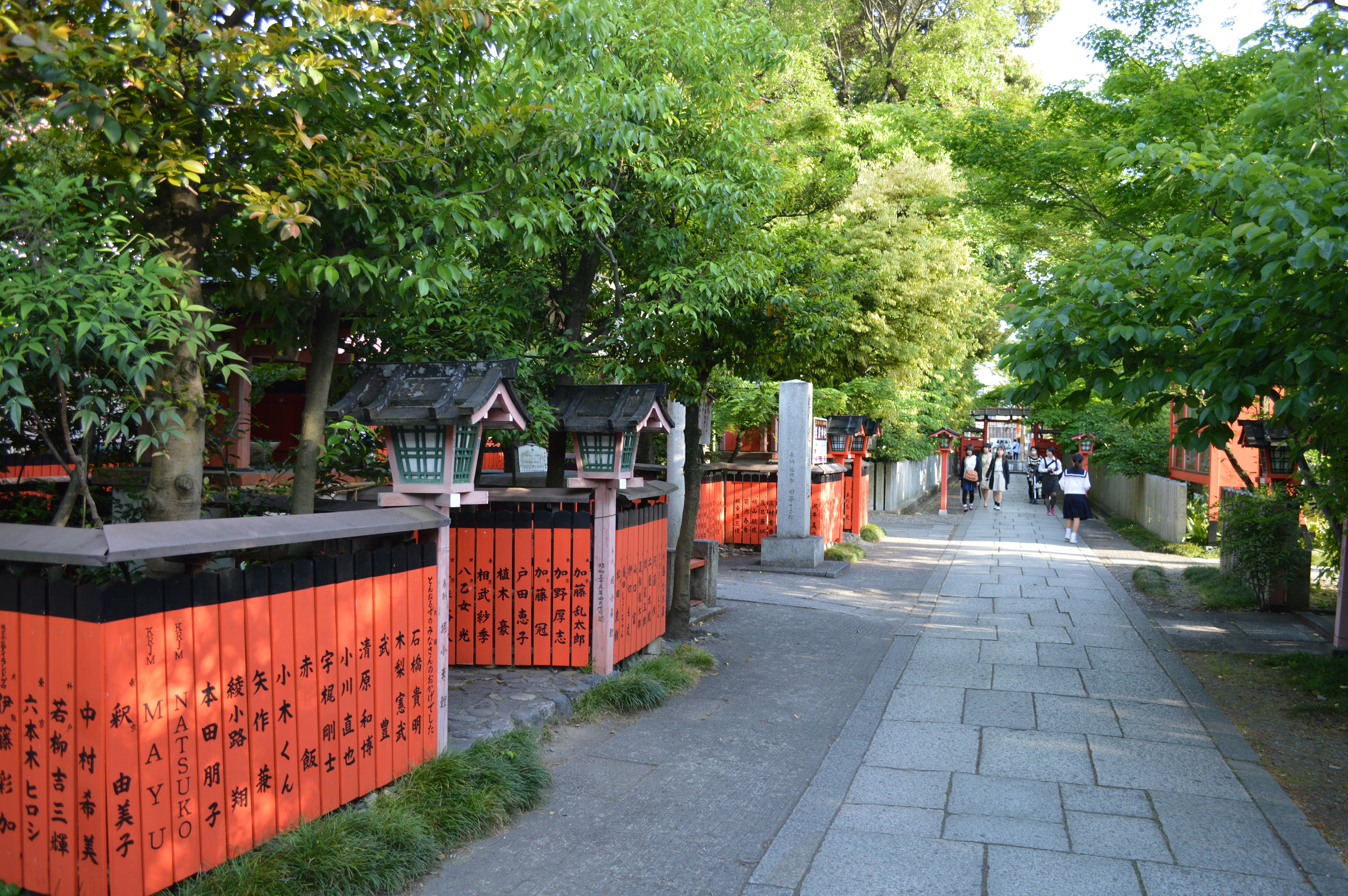
表参道
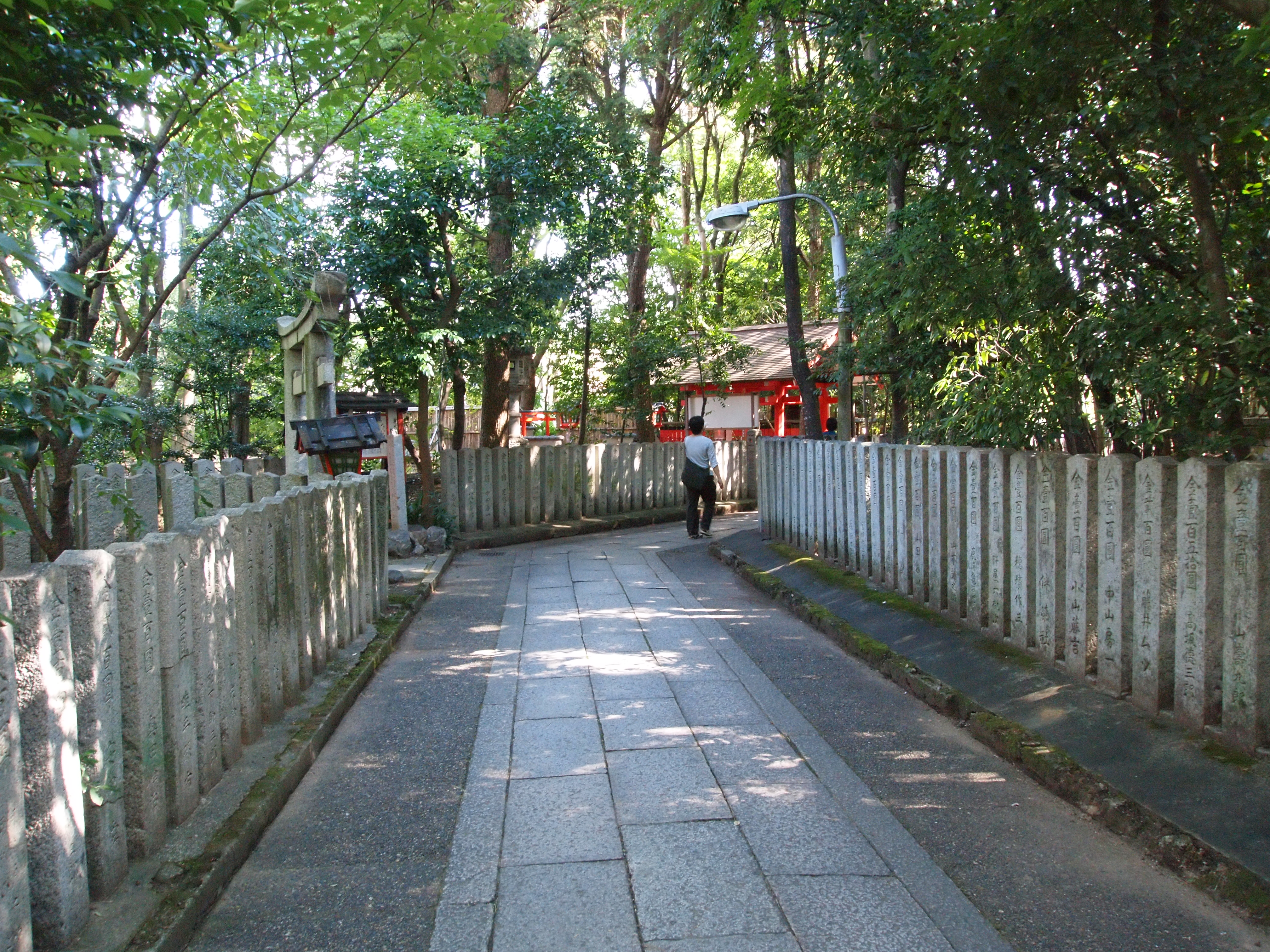
裏参道
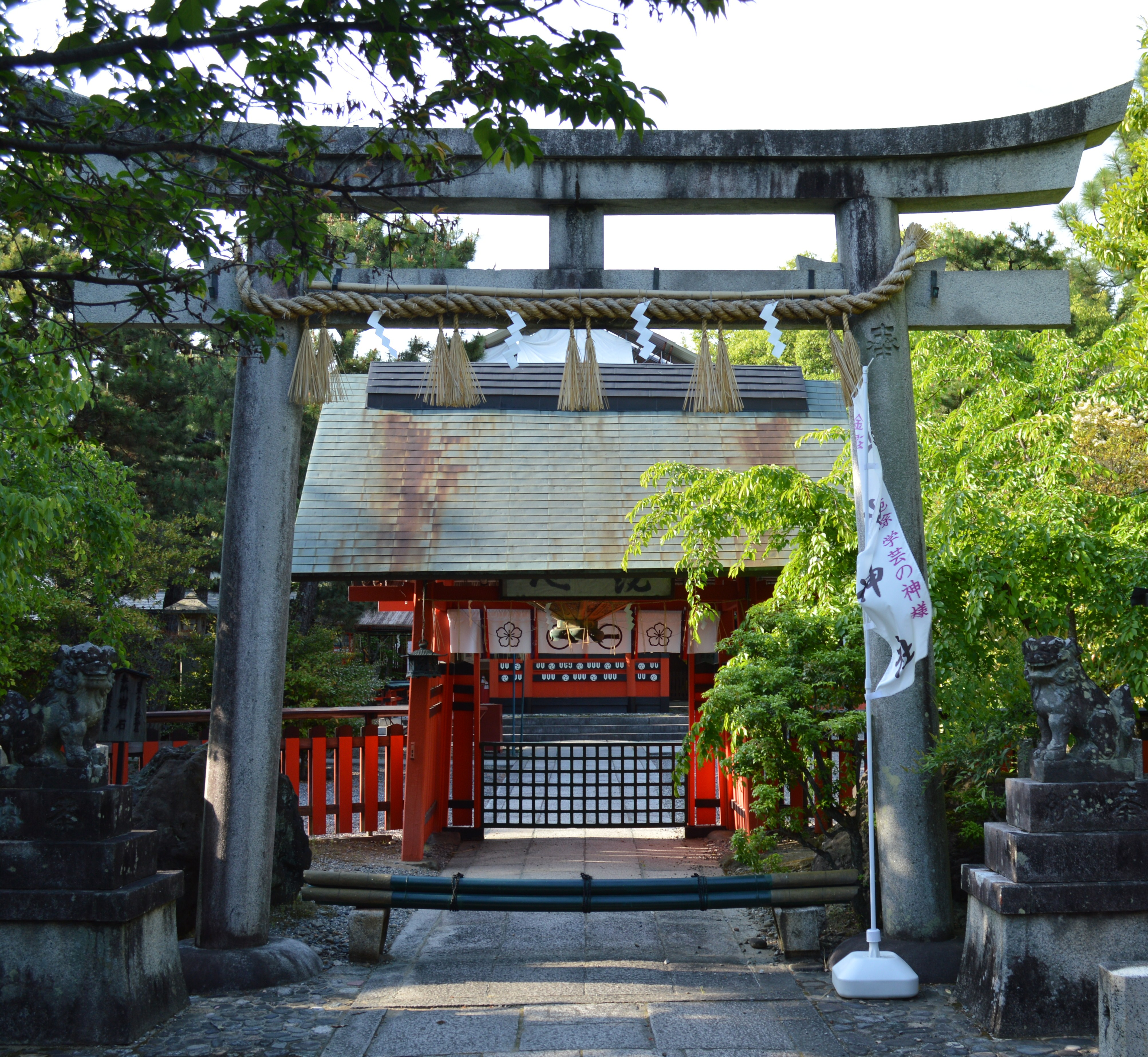
四の鳥居とかつての中門
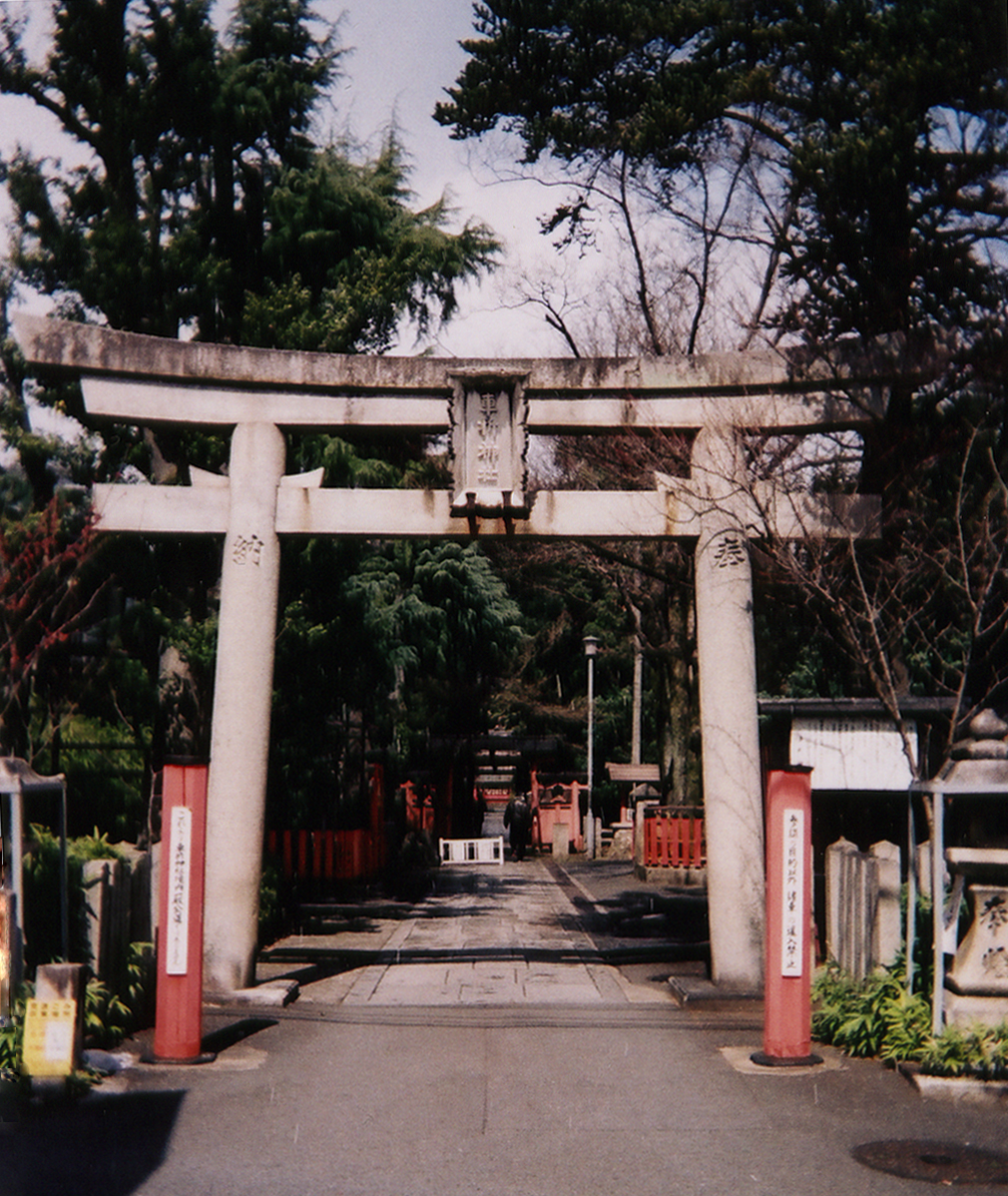
以前の二の鳥居
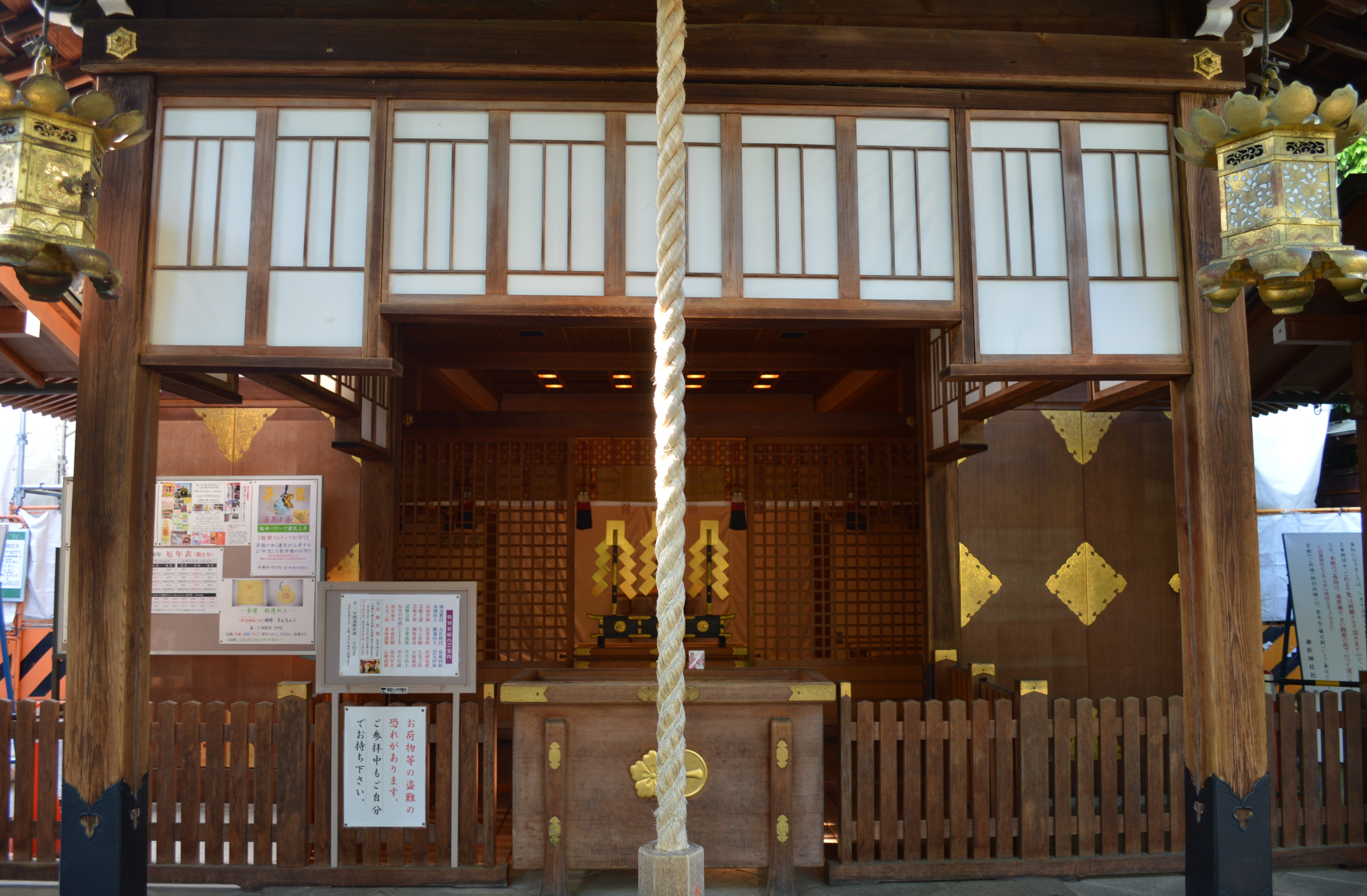
拝殿
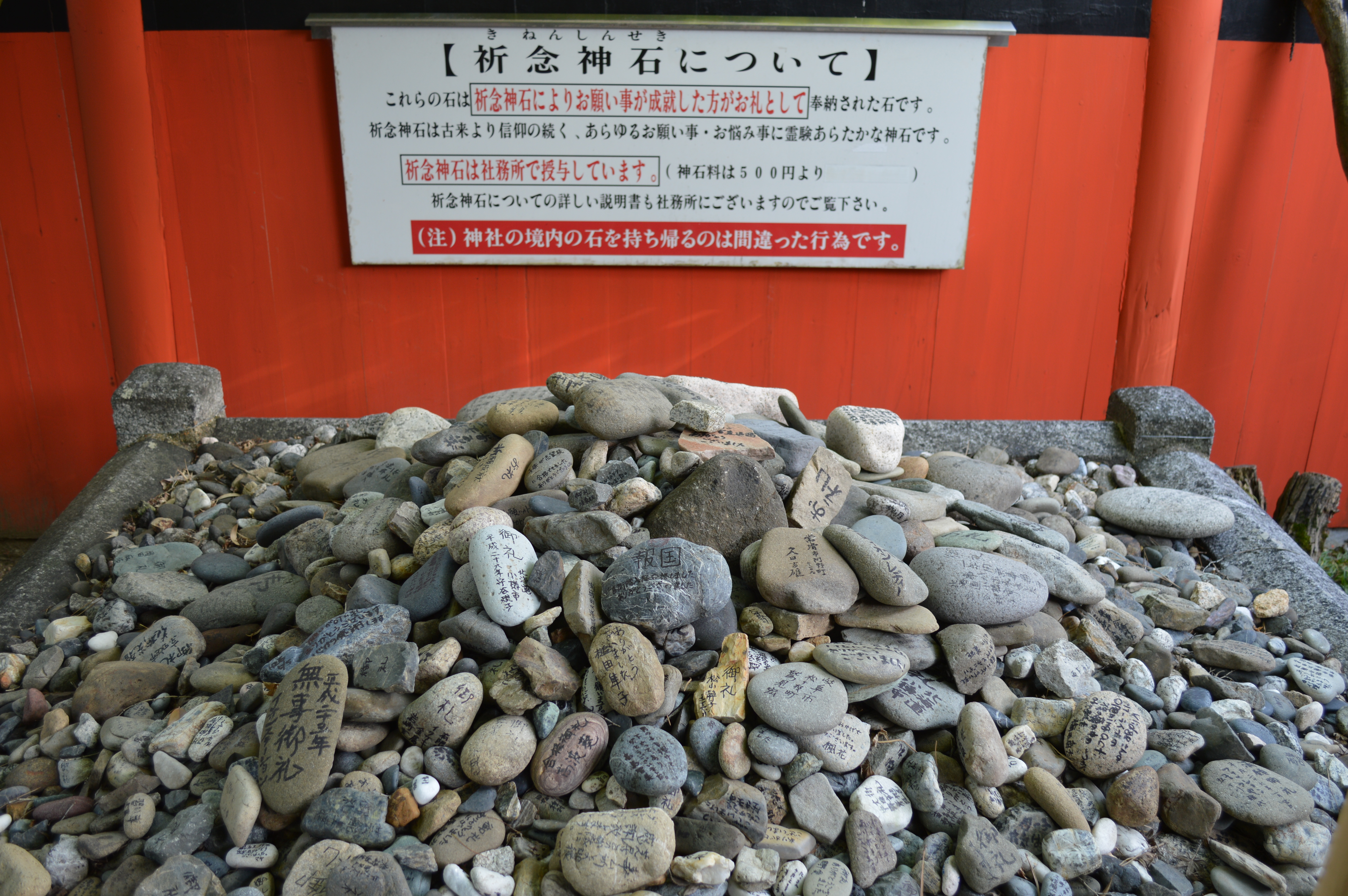
500円で販売されている祈念神石
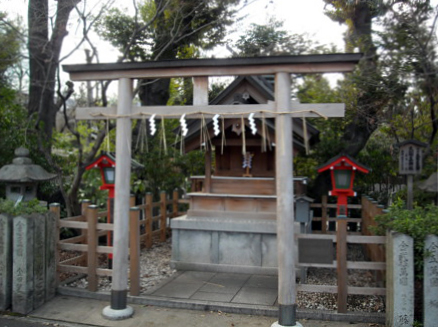
大国主神社
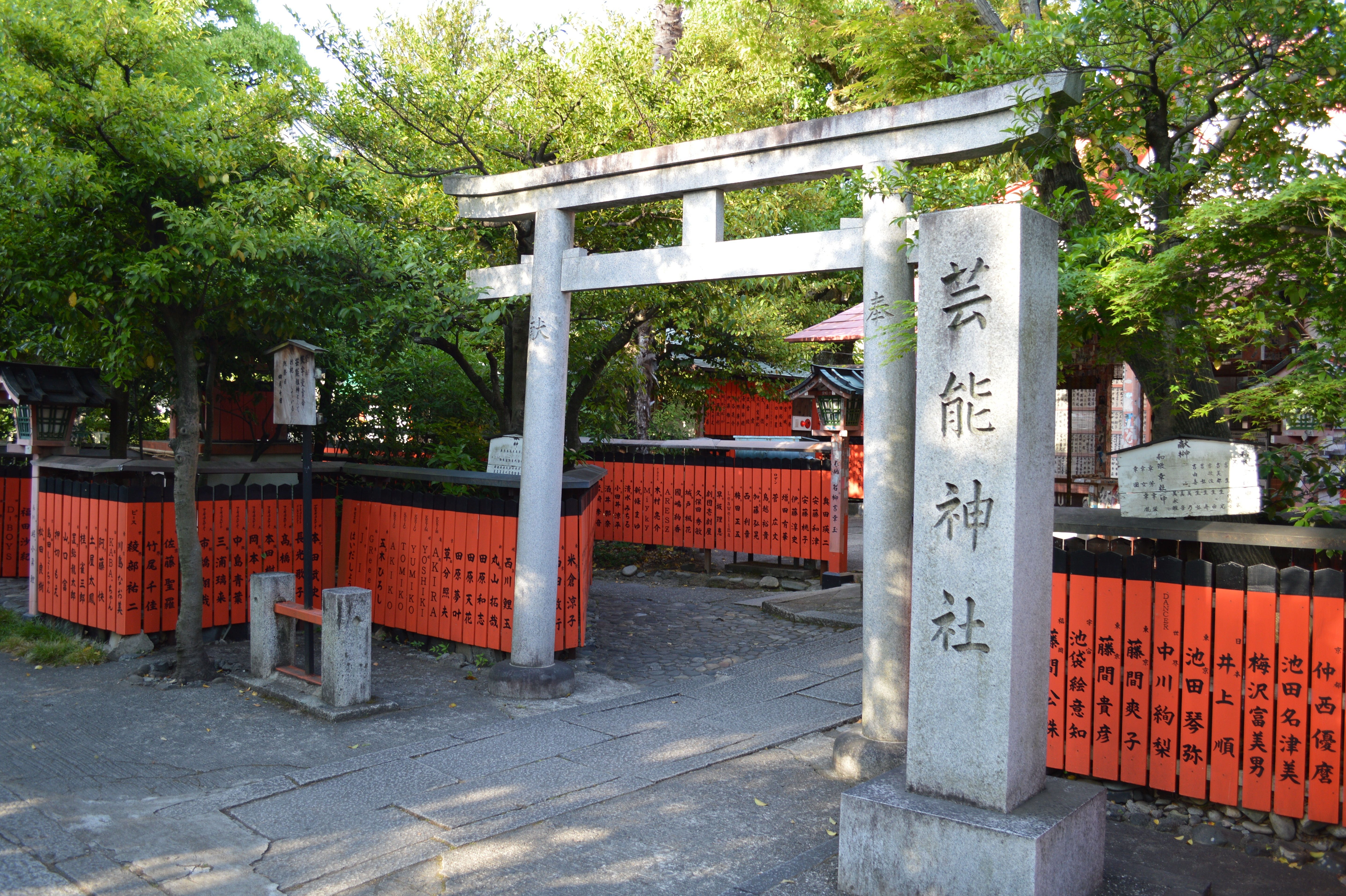
芸能神社
- 折獄龜鑑補

## 祭事
例祭は5月14日で、その延長神事として5月第3日曜日に「三船祭」が行われる。昭和天皇即位を記念して1928年（昭和3年）より催行されているもので、嵐山の大堰川にて平安時代の船遊びが再現される。

## 文化財

### 重要美術品
- 三略 - 清原頼業の筆によると伝えられる「三略」が重要美術品に認定されている。

### その他
画家・富岡鉄斎が一時当社の宮司を務めていた関係から、鉄斎の作品が多数伝わっており、「車軒文庫」として管理されている。また、社名標や本殿の扁額は鉄斎の筆によるものである。

## 時代劇ロケ
車折神社は、東映や松竹の撮影所が近くにあることから、映画やドラマのロケによく使用されている。以下は、車折神社で撮影を行った主な時代劇のタイトル。
- 吉宗評判記 暴れん坊将軍
- 松平右近事件帳
- 長七郎江戸日記
- 名奉行 遠山の金さん
- 半七捕物帳
- 忠臣蔵
- はんなり菊太郎
- 水戸黄門
- 徳川風雲録
- 密命 寒月霞斬り

## 前後の札所
神仏霊場巡拝の道
90 神護寺　-　91 車折神社　-　92 仁和寺

## 交通
- 京福電鉄嵐山本線（嵐電）「車折神社駅」下車すぐ南側
- JR西日本嵯峨野線（山陰本線）「嵯峨嵐山駅」下車 徒歩約10分
- 阪急電鉄嵐山線「嵐山駅」下車 徒歩約15分
- 京都市営バス「車折神社前」下車 徒歩3分
- 京都バス「車折神社前（嵯峨美術大学・嵯峨美術短期大学前）」下車 徒歩約3分